# Windows NT Server 4.0
A Microsoft Windows NT Server 4.0 ("Cairo")  a Microsoft Corporation által létrehozott Windows NT termékcsalád negyedik szerver operációs rendszere. A terméket a Microsoft vállalati kiszolgálónak szánta amit 1996. augusztus 24-én a Windows NT Workstation (asztali) változattal és a kisvállalati Small Business server (SBS) változattal egy időben mutatta be a nagyközönségnek.
A negyedik Windows NT Server kiadással tovább bővült a futtató környezet, most már támogatott a teljes PowerPC architektúra. Intel x86 futtató környezet is bővült a Pentium és a Pentium PRO processzorok támogatásával. Megfelelő licencelési feltételekkel és megfelelő futtató környezet esetén, az új NT Server 4.0 beilleszthető (támogatott) a következő rendszerek hálózatába:
- Novell: NetWare, UnixWare, IntranetWare, vagy IntranetWare Small Business
- IBM: IBM LAN Server, AIX vagy OS/2 Warp Server
- SCO: Xenix, UNIX vagy OpenServer
- Sun Microsystems: Solaris, Solaris X86 vagy SunOS
- Hewlett-Packard: HP-UX
- Digital Equipment Corp: PATHWORKS, Ultrix vagy OSF/1

Windows NT 4.0 az utolsó Microsoft Windows kiadása ami támogatta az Alpha, MIPS és PowerPC processzor architektúrát.

## Leírás
A Windows NT Server 4.0 a következőkben változott az előd Windows NT Server 3.51 verzióhoz képest.
- Új felület és menürendszer ami a windows 95 rendszerben debütáltak.
- Megjelent a Windows Explorer (Windows intéző).
- Megjelent a Hálózati helyek.
- Megjelent a Telefon-API (TAPI) modem és fax alkalmazásokhoz.
- Megjelent a Distributed Component Object Model (DCOM).
- Megjelent a Windows NT Task-Manager.
- Megjelent a Component Object Model COM, (bár maga a technológia 1993 óta használatban van, a Microsoft az NT 4 óta használja a COM megnevezést).
- Megjelent a Microsoft Message Queuing (MSMQ) ami javította a hálózati kommunikációt.
- Megjelent a helyi menü (jobb egérgomb).
- Megjelent az Microsoft Management Console (MMC).
- NetWare 4 támogatás.
- Előtelepített Internet Explorer 2.0.
- Microsoft Windows DirectX. Igaz az első verziók csak az SP3 javító csomag telepítése után, de a Microsoft 1997 közepétől már csak olyan kiadást szállított amely már alapkivitelben tartalmazta. Az SP6a javító csomag telepítése után DirectX 6.0 verzió telepíthető volt így futtathatóvá váltak a Windows 95 játékok jelentős része.
- Bevezetésre került az NTFS (New Technology File System) 1.2 verziója, ami már támogatta az adat hozzáférési jogosultságokat és fejlettebb adattömörítési eljárást alkalmazott.
- Megjelent a Internet Information Server (IIS) 2.0
- Megjelent a NetShow Services
- Új Remote Access Service (RAS - távoli hozzáférés szolgáltatás) most már VPN funkcióval.

A Windows NT Small Business server (SBS) 4.0 egy BackOffice Server 2.5 kiegészítő lemezt tartalmazó NT Server 4.0 operációs rendszer, amely Microsoft Exchange 4.0 Mail Server (levelező szerver), SNA Server 3.0 (Intranet/Internet szerver), SQL Server 6.5 (adatbázis szerver), System Management Server 1.2 (rendszer menedzsment szerver), Proxy Server 1.0 (speciális internet hozzáférés), Index Server 1.1, FrontPage 1.1 tartalmazott.
A Microsoft később kiadta BackOffice Server 4.0 (1998) kiegészítő csomagot NT Server 4.0 operációs rendszerhez és Exchange 5.5 Mail Server (levelező szerver), SNA Server 4.0 (Intranet/Internet szerver), SQL Server 6.5 (adatbázis szerver), System Management Server 1.2 (rendszer menedzsment szerver), Proxy Server 2.0 (speciális internet hozzáférés), Index Server 2.0, FrontPage 98, Internet Information Server (IIS) 4.0 tartalmazott. Két további új termék is bekerült a csomagba a Transaction Server 2.0 és a Visual InterDev 1.0.
Az utolsó klasszikus BackOffice Server verzió a 4.5 volt ami 1999. december 1-jén jelent meg, ez valójában az előző verzió javításait tartalmazta. A főbb változás az előző verzióhoz képest, SQL Server 7.0 (adatbázis szerver), System Management Server 2.0 (rendszer menedzsment szerver), FrontPage 2000 és a Visual InterDev 6.0 jelentette.
Fontos tudni viszont, hogy a HPFS támogatás (OS/2 fájlrendszer) megszűnt.

## Futtató környezet
A kiszolgáló (Server) támogatja az Intel x86 és RISC, Alpha architektúrát egyaránt. A rendszer felépítése mikro-kernel alapú, ami támogatja a maximum 4 processzort, és 4 GB virtuális memóriát. Futtathatóvá teszi a 16 bites és 32 bites alkalmazásokat.
| Minimális rendszer követelmény     | Minimális rendszer követelmény | Minimális rendszer követelmény | Minimális rendszer követelmény | Ajánlott rendszer követelmény |
|                                    | Intel x86                      | RISC                           | Alpha                          | Intel x86                     |
| ---------------------------------- | ------------------------------ | ------------------------------ | ------------------------------ | ----------------------------- |
| Processzor                         | Intel 486 DX 33 MHz            | R4000                          | Alpha AXP                      | Intel Pentium Pro 133 MHz     |
| Memória                            | 16 MB                          | 16 MB                          | 16 MB                          | 32 MB                         |
| Videókártya                        | VGA                            | VGA                            | VGA                            | SVGA                          |
| Szabad lemezterület a merevlemezen | 125 MB                         | 160 MB                         | 160 MB                         | 500 MB (NTFS esetén)          |
| CD-ROM                             | IDE, EIDE, SCSI                | SCSI                           | SCSI                           | IDE, EIDE, SCSI               |

PowerPC architektúra esetében, IBM RS/6000.

## Javítócsomagok
| Javítócsomag           | Kiadás dátuma       |
| ---------------------- | ------------------- |
| Alap NT 4.0 kiadás     | 1996. augusztus 24. |
| Service Pack 1 (SP1)   | 1996. október 16.   |
| Service Pack 2 (SP2)   | 1996. december 14.  |
| Service Pack 3 (SP3)   | 1997. május 15.     |
| Service Pack 4 (SP4)   | 1998. október 15.   |
| Service Pack 5 (SP5)   | 1999. május 4.      |
| Service Pack 6 (SP6)   | 1999. november 22.  |
| Service Pack 6a (SP6a) | 1999. november 30.  |